# Comando das Forças Terrestres (Exército Português)
O Comando das Forças Terrestres (CFT) do Exército Português é o comando de componente terrestre das Forças Armadas de Portugal. O CFT é comandado por um tenente-general designado "Comandante das Forças Terrestres".
Compete ao CFT apoiar o Chefe do Estado-Maior do Exército (CEME) na sua função de comandante do Exército, tendo em vista a preparação, o aprontamento e a sustentação das forças e meios da componente operacional do sistema de forças, o cumprimento das missões específicas do Exército, a articulação com o Comando Operacional Conjunto e a administração das unidades e órgãos da componente fixa colocados na sua direta dependência.
O quartel-general do CFT encontra-se instalado no Aquartelamento da Amadora desde 2019, ficando o apoio administrativo-logístico da responsabilidade do Regimento de Lanceiros n.º 2. Até à sua transferência para a Amadora, o quartel-general deste comando esteve instalado sucessivamente no Forte do Alto do Duque, Monsanto (1993-1999) e no Quartel da Medrosa, Oeiras (1999-2019). Chegou a estar prevista a sua mudança para as instalações fortificadas subterrâneas de Monsanto, em Lisboa, juntamente com o Comando Operacional Conjunto e o Comando Naval, que se iram juntar ao Comando Aéreo já aí instalado, o que acabou por não acontecer.

## História
O Comando foi criado no âmbito da reorganização do Exército de 1993 como Comando Operacional das Forças Terrestres (COFT).
No âmbito da reorganização de 2006, passou a chamar-se simplesmente "Comando Operacional", sendo considerado um órgão central de administração e direção e assumindo parte das funções até aí atribuídas aos então extintos comandos territoriais e de natureza territorial do Exército.
Na sequência da nova Lei Orgânica do Exército de 2009, o anterior Comando Operacional passou a designar-se "Comando das Forças Terrestres", deixando de ser considerado órgão central de administração e direção e passando a ser considerado comando de componente terrestre.

## Organização
O Comando das Forças Terrestres é comandado pelo Comandante das Forças Terrestres - coadjuvado por um Adjunto - na direta dependência do CEME.
O CFT compreende:
1) Comandante e gabinete;
2) Estado-Maior;
3) Inspeção;
4) Centro de Finanças;
5) Direção de Comunicações e Sistemas de Informação (DCSI);
6) Órgãos de apoio.
Dependem do CFT:
1) Componente operacional do sistema de forças, incluindo:
Brigada Mecanizada,
Brigada de Intervenção,
Brigada de Reacção Rápida,
Força de Apoio Geral;
2) Zonas militares, incluindo:
Zona Militar dos Açores,
Zona Militar da Madeira,
3) Centro de Informações e Segurança Militar;
4) Regimento de Transmissões (através da DCSI).

## Divisa
“Um Pedaço de Terra Defendida"

## Dia da Unidade
23 de abril